# Dugway
Dugway és una concentració de població designada pel cens dels Estats Units a l'estat de Utah. Segons el cens del 2000 tenia 2.016 habitants.

## Demografia
Segons el cens del 2000, Dugway tenia 2.016 habitants, 343 habitatges, i 263 famílies. La densitat de població era de 149,7 habitants per km².
Dels 343 habitatges en un 51% hi vivien nens de menys de 18 anys, en un 66,5% hi vivien parelles casades, en un 6,1% dones solteres, i en un 23,3% no eren unitats familiars. En el 21,9% dels habitatges hi vivien persones soles el 0,9% de les quals corresponia a persones de 65 anys o més que vivien soles. El nombre mitjà de persones vivint en cada habitatge era de 3,01 i el nombre mitjà de persones que vivien en cada família era de 3,59.
Per edats la població es repartia de la següent manera: un 34,4% tenia menys de 18 anys, un 33,4% entre 18 i 24, un 21,6% entre 25 i 44, un 10,1% de 45 a 60 i un 0,5% 65 anys o més.
L'edat mediana era de 20 anys. Per cada 100 dones de 18 o més anys hi havia 48,5 homes.
La renda mediana per habitatge era de 49.306 $ i la renda mediana per família de 53.148 $. Els homes tenien una renda mediana de 40.565 $ mentre que les dones 17.695 $. La renda per capita de la població era d'11.023 $. Entorn del 5,4% de les famílies i el 10% de la població estaven per davall del llindar de pobresa.

## Poblacions més properes
El següent diagrama mostra les poblacions més properes.